# Babe I'm Gonna Leave You
«Babe I'm Gonna Leave You» es un tema de Anne Bredon, una cantante folk de los 50 también conocida como Annie Briggs y que ya había versionado Joan Baez para su disco Joan Baez in concert, Part 1 (no era, pues un tema "tradicional" como indicaban los créditos originales del disco). Robert Plant había interpretado la canción en uno de sus primeros encuentros con Jimmy Page en la casa de este en Pangbourne, y entre los dos adaptaron la versión de Joan Baez, aunque dándole un sonido mucho más duro, fusionando elementos acústicos y eléctricos. Esa versión saldría publicada en el disco debut de Led Zeppelin. Otras versiones fueron publicadas por bandas como The Plebs (1964), The Asociation (1965), entre otros.
La contribución de Annie Briggs aparece reconocida gracias a su hijo, que descubrió la versión original y forzó legalmente su inclusión en los créditos del disco.
- Datos: Q787873